# Хризостом (Цанис)
Митрополит Хризосто́м (греч. Μητροπολίτης Χρυσόστομος, в миру Хри́стос Цани́с, греч. Χρήστος Τζανής; род. 1941, деревня Ропото, ном Трикала, Греция) — епископ греческой старостильной юрисдикции «Матфеевско-Григорианский» Синод; с 2009 года — её предстоятель с титулом митрополит Фивский и Ливадийский.

## Биография
Родился в 1941 году в деревне Ропото, близ города Трикала.
В восемнадцатилетнем возрасте поступил послушником в Спасо-Преображенский мужской монастырь в деревне Кувара в Аттике, являющийся одним из крупнейших греческий старостильный монастырей. Спустя некоторое время удалился на Святую Гору Афон, где был пострижен в монашество с наречением имени Хризостом.
В 1970 году монах Хризостом был рукоположён во иеродиакона и иеромонаха в монастырь Панагия Пефковуноятрисса в Кератеа-Аттике. Хиротонии совершил иерарх «Матфеевского» Синода митрополит Патрский Андрей (Анестис). После принятия священного сана иеромонах Хризостом продолжил жизнь на Афоне в ските «Рождества Христова» в Катунаки под духовным руковродством схиигумена Клемента, неоднократно отказываясь от предложения иерархов «Матфеевского» Синода принят рукоположение во епископа. В 1995, после ухода на покой схиигумена Клемента, он стал игуменом братства скита.
Во время внутреннего раскола, произошедшего в «матфеевском» Синоде Церкви ИПХ Греции в середине 1990-х годов, иеромонах Хризостом (Цанис) поддержал позицию отделившегося митрополита Мессинийского Григория (Русиса) и перешёл в юрисдикцию новообразованного «Матфеевско-Григорианского» Синода.
В середине 2000-х годов уступил желанию архиереев «матфеевско-григорианского» Синода и дал своё согласие на принятие епископского посвящения. 24 февраля 2005 года он был рукоположен во «епископа Фивского и Левадийского».
Спустя две недели после кончины митрополита Мессинийского Григория (Русиса) в марте 2009 года состоялись выборы нового Председателя «матфеевско-григорианского» Синода, в результате которых митрополит Фивский и Левадийский Хризостом (Цанис) был избран его преемником.